# Lars Bastrup
Lars Bastrup Jørgensen (ur. 31 lipca 1955 w Levring) – duński piłkarz, występował na pozycji napastnika.

## Kariera klubowa
Bastrup zawodową karierę rozpoczynał w klubie Silkeborg IF. Potem był graczem klubu IHF Aarhus. W 1975 roku trafił do niemieckiego Kickers Offenbach. W Bundeslidze zadebiutował 6 grudnia 1975 w wygranym 1:0 meczu z Hannoverem 96. 17 lutego 1976 w zremisowanym 2:2 spotkaniu z Rot-Weiss Essen zdobył pierwszą bramkę w trakcie gry w Bundeslidze. W sezonie 1975/1976 zajął z klubem 17. miejsce w lidze i spadł z nim do 2. Bundesligi. W Kickers spędził jeszcze jeden sezon.
W 1977 roku powrócił do IHF Aarhus. W 1980 roku został graczem Aarhus GF. W tym samym roku Bastrup został wybrany duńskim Piłkarzem Roku. W 1981 roku podpisał kontrakt z niemieckim Hamburgerem SV. Zadebiutował tam 8 sierpnia 1981 w wygranym 4:2 ligowym pojedynku z Eintrachtem Brunszwik, w którym strzelił także gola. W 1982 roku zdobył z klubem mistrzostwo Niemiec. Dotarł z nim także do finału Pucharu UEFA, gdzie HSV przegrało w dwumeczu z IFK Göteborg. W 1983 roku ponownie wygrał z zespołem mistrzostwo Niemiec. Zdobył z nim także Puchar Mistrzów.
W 1983 roku powrócił do Danii, gdzie był zawodnikiem IK Skovbakken oraz Ikast FS, w którego barwach w 1985 roku zakończył karierę.

## Kariera reprezentacyjna
W reprezentacji Danii Bastrup zadebiutował 4 czerwca 1975 w przegranym 0:4 meczu z Rumunią. 29 października 1975 w przegranym 1:3 spotkaniu eliminacji Mistrzostw Europy 1976 ze Szkocją strzelił pierwszego gola w trakcie gry w drużynie narodowej. Do 1983 roku w kadrze rozegrał 30 spotkań i zdobył 10 bramek.